# 뒤주
뒤주는 쌀 등의 곡식을 담아 두는 나무로 만든 궤로 세간의 하나다. 곡식이 습기나 쥐, 해충의 피해를 입지 않도록 바람이 잘 통하는 통나무나 널빤지로 짜서 튼튼하게 만든다. 뒤주의 재료로는 회화나무가 가장 좋고, 무쇠나 놋쇠로 장식하기도 한다. 쌀뒤주는 보통 쌀 1∼2가마, 잡곡뒤주는 3-4말 정도가 들어가는 크기이다.

## 나락뒤주
곡식을 그대로 보관(갈무리)하기 위해 만든 것을 '나락뒤주'라고 한다. 곡식을 담아 두기 위하여 짚으로 엮어 둘러막고 이엉으로 지붕을 덮는다. 나락두지, 볏두지, 둑집, 두대통, 이라고도 한다. 가을걷이 이후, 곳간과 같은 보관할 곳이 부족하거나 없는 경우 임시로 짓는 것이 대부분이나, 경우에 따라 건물로 짓기도 한다. 뒤주로 변형되어 발전한 것으로 여겨지는 다락식 창고로 고구려의 부경이 있었다.

## 기타
- 임오화변
- 사도세자
- 조선 영조
- 조선 정조
- 혜경궁 홍씨